# Morell Mackenzie
Morell Mackenzie, född 7 juli 1837, död 3 februari 1892, var en brittisk läkare.
Mackenzie var en framstående laryngolog och var 1863-1877 chef för det av honom grundade Hospital for diseases of the throat i London, vilket blev mönstret för liknande institutioner i Storbritannien och USA. I maj 1887 kallades Mackenzie att behandla kronprinsen av Preussen, senare kejsar Fredrik III, för den halssjukdom, i vilken han 1888 avled. Om den häftiga strid, som utspann sig mellan Mackenzie och de tyska läkarna angående patientens behandling, har bland annat avhandlats i Die Krankheit Kaiser Friedrichs des Dritten (1888, svensk översättning samma år) och Mackenzies motskrift The fatal illness of Frederick the noble (1888, svensk översättning samma år).